# Рай (Восточный Суссекс)
Рай (англ. Rye) — небольшой исторический город в Англии, в графстве Восточный Суссекс.

## География
Рай расположен в двух милях (3,2 км) от морского побережья, на правом берегу реки Ротер. Город стоит на холме.

## История
Рыбацкое поселение на месте нынешнего города существовало ещё до норманнского завоевания. В XIII веке Рай, ставший важным морским портом, вошёл в состав пяти портов (фр. Cinque ports) — группы привилегированных английских портовых городов. В Средних веках Рай неоднократно подвергался нападениям со стороны французов и, реже, испанцев. В 1377 году он был разграблен объединённым кастильско-французским флотом адмиралов Фернандо де Товара и Жана де Вьена). В 1340 году пожертвованный городом на нужды королевского флота 240-тонный корабль «Михаил» участвовал в историческом морском сражении при Слёйсе.
В XVIII веке Рай был известен как город контрабандистов. Контрабандисты устроили целую сеть тайников в подвалах и других подземельях города.
Постепенно море отступило, и Рай утратил роль морского порта. Сейчас Рай находится в трёх километрах от моря.

## Достопримечательности

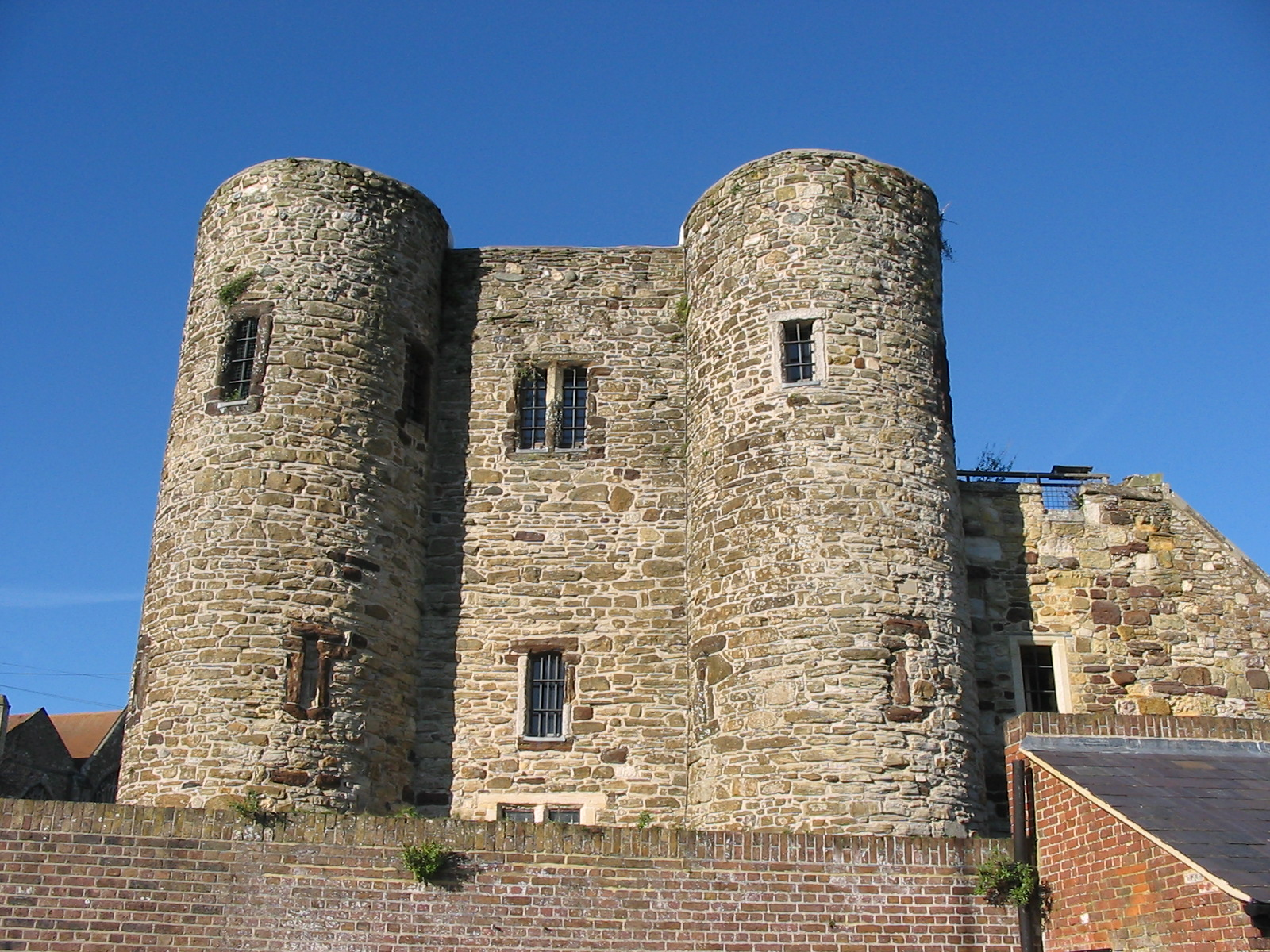
Замок Рай

- Рай сохранил целостную историческую застройку. Основные исторические улицы — Мермейд-стрит, Уотчбелл-стрит и площадь Чёрч. В основном дома в Рае относятся к XV—XVIII векам.
- Замок Рай, также известный как Башня Вайперс (Ypres Tower). Построен в 1249 году. Сейчас в замке расположен музей.
- Городские ворота (расположены на перекрёстке улиц Хайдерс-клифф, Ленд-гейт и Тауэр-стрит)
- Церковь Св. Мэри. Основана в XII веке. В церкви расположены часы построенные в 1561 году. Особенность часов — маятник длиной 18 футов, раскачивающийся в помещении церкви.
- Замок Кэмбер (расположен в полутора километрах от города) — форт, основанный в XVI веке. Башня была построена между 1512 и 1514 годами. Позднее эта башня была включена в состав форта, построенного в 1534—1544 годах.

## Экономика
Основа экономики — туризм. Также практикуется рыболовство.

## Транспорт
Через Рай проходит автодорога A259.
В Рае имеется станция железной дороги, идущей из Брайтона в Эшфорд (Кент) (железнодорожная линия Маршлинк).
Рай обслуживается автобусами маршрута 711 Stagecoach Bus, соединяющего Дувр и Гастингс, а также автобусами маршрута 344. Автобусы ходят с интервалом в один час.

## Персоналии
- Бэгли, Джеффри (1901—1992) — британский художник, музейный работник, общественный деятель.
- Бэйли, Виола (1911 — 1997) — английская детская писательница.